# ダイスをころがせ
「ダイスをころがせ」(原題：Tumbling Dice)は、ローリング・ストーンズの楽曲。作詞・作曲はミック・ジャガーおよびキース・リチャーズ。1972年のアルバム『メイン・ストリートのならず者』収録曲。

## 解説
大きくグラインドするような独特のルーズなグルーヴを持つスワンプ・ロック・ナンバー。このグルーヴはリチャーズが作り、ジャガーが歌詞を書いた。メロディに関してはどちらが作ったかはっきりしていないという。この曲は、前作『スティッキー・フィンガーズ』（1971年）の制作中であった1970年に初期バージョンが録音されており、その時のバージョンは「グッドタイム・ウィメン」というタイトルで、リズムも違えば歌詞も全く異なるものだった。その後『メイン・ストリートのならず者』のセッションで再び採り上げられ、歌詞の内容を書き換え、テンポを若干落とし、現行タイトルに改題の末、改めてレコーディングし直されている。尚、先述の「グッドタイム・ウィメン」は、2010年にリリースされた『メイン・ストリートのならず者』デラックス・エディションのボーナス・トラックに収録された。
この曲ではミック・テイラーはギターではなくベースで参加しており、リードギターはリチャーズが担当している（ビル・ワイマンは不参加）。また、チャーリー・ワッツと共にプロデューサーのジミー・ミラーもドラムを叩いている。後述の通りコンサートでは頻繁に採り上げられ、また多数のコンピレーション・アルバムにも収録されているが、ジャガー本人の自己評価は低く、「みんなあの曲のどこが気に入ってるのかわからない。歌詞が今一つなんだよな」とコメントしている。アルバムからの先行シングルとしてリリースされ、全英5位、全米7位につけるヒットとなった。
1977年、リンダ・ロンシュタットがアルバム『夢はひとつだけ』の中でカバーし、翌年にはシングルとして発表、全米32位にランクインしている。
「ローリング・ストーンの選ぶオールタイム・グレイテスト・ソング500」（2021年版）において86位にランクされている。

## コンサート・パフォーマンス
アルバム発表後の北米ツアーから、直近の2023年のツアーまで、ストーンズの全てのツアーで披露され続けている。公式のライブ・アルバムには、1977年の『ラヴ・ユー・ライヴ』、2008年の『シャイン・ア・ライト』に収録。また『レディース＆ジェントルマン』（1974年）や『レッツ・スペンド・ザ・ナイト・トゥゲザー』（1983年）など、複数の映像作品にもライヴ映像が収録されている。

## 演奏メンバー
※出典：
- ミック・ジャガー - リード＆バッキング・ボーカル、エレキギター
- キース・リチャーズ - エレキギター、バッキング・ボーカル
- ミック・テイラー - ベース
- チャーリー・ワッツ、ジミー・ミラー - ドラムス
- ニッキー・ホプキンス - ピアノ
- ボビー・キーズ - サックス
- ジム・プライス - トランペット
- クライディ・キング、ベネッタ・フィールズ、シャーリー・マシューズ - バッキング・ボーカル